# Ibn Khayr al-Ixbilí
Abu-Bakr Muhàmmad ibn Khayr ibn Úmar ibn Khalifa al-Lamtuní al-Amawí, més conegut com a Ibn Khayr al-Ixbilí fou un filòleg andalusí nascut a Sevilla el 1108. Fou imam de la mesquita de Còrdova i va morir en aquesta ciutat el 1179.
Va escriure un catàleg de les obres que havia estudiat.